# Aeropuerto Municipal de Coolidge
El Aeropuerto Municipal de Coolidge (FAA LID: P08) es un aeropuerto ubicado a 8 km al sureste de Coolidge, una ciudad en el estado de Arizona, Estados Unidos.

## Instalaciones y aeronaves
El Aeropuerto Municipal de Coolidge cubre un área de 513 ha y contiene dos pistas de asfalto: la 05/23 mide 5.528 x 150 ft (1.685 x 46 m) y la 17/35 mide 3.861 x 75 ft (1.177 x 23 m).
En los doce meses previos al 31 de julio de 2005, el aeropuerto tuvo 6.490 operaciones, una media de 17 al día: 99% aviación general y 1% militar. En ese momento había 41 aeronaves estacionadas en el aeropuerto: 61% mono-motor, 24% multi-motor, 7% reactores, 5% helicópteros y 2% planeadores.